# Cyathellinae
Cyathellinae is een onderfamilie van sponsdieren uit de klasse van de Hexactinellida. 

## Geslacht
- Cyathella Schmidt, 1880